# Matthew Longstaff
Matthew Ben Longstaff (Rotherham, 21 de març de 2000) és un futbolista anglès que juga de migcampista al Newcastle United.
Es formà a les categories inferiors del Newcastle, i fou inclòs a la plantilla del primer equip en la temporada 2019–20 al costat del seu germà, Sean Longstaff. Longstaff debutà pel primer equip el 28 d'agost de 2019 contra el Leicester City a la EFL Cup. Debutà a la Premier League el 6 d'octubre del mateix any, on marcà l'únic gol en la victorià del Newcastle contra el Manchester United FC. El 8 de novembre de 2019, Longstaff fou seleccionat per representar la selecció sub-20 d'Anglaterra.

## Palmarès
Distincions individuals
- Premier League Millor Gol del Mes: Octubre 2019[5]